# Michal Čupr
Michal Čupr (n. 23 decembrie 1991, Ústí nad Labem, Republica Cehă și Slovacă, Cehia) este un scrimer ceh, medaliat olimpic. A participat la o ediție a Jocurilor Olimpice (2024) în care a câștigat o medalie de bronz.

## Participări
Lista de mai jos prezintă principalele competiții la care a participat Michal Čupr de-a lungul carierei.
- Spadă masculin pe echipe la Jocurile Olimpice de vară din 2024